# Ma'ale Efrajim
Ma'ale Efrajim (hebrejsky מַעֲלֵה אֶפְרַיִם, doslova „Efraimův svah“, v oficiálním přepisu do angličtiny Ma'ale Efrayim) je izraelská osada a místní rada (malé město) na Západním břehu Jordánu v distriktu Judea a Samaří.

## Geografie
Nachází se cca 35 kilometrů severovýchodně od historického jádra Jeruzalému a cca 20 kilometrů jihovýchodně od města Nábulus na východních svazích hornatiny Samařska na okraji příkopové propadliny Jordánského údolí, v nadmořské výšce 200 metrů.
Dopravní spojení v severojižním směru zajišťují silnice číslo 508 a 458 (součásti takzvané Alonovy silnice) a dále místní spojovací komunikace číslo 505, která vede přímo k obci Ma'ale Efrajim.

## Dějiny
Ma'ale Efrajim byl založen roku 1970. Podle jiného zdroje vznikl až roku 1978. Status místní rady získal 11. března 1981. Osada byla koncipována jako jediné izraelské sídlo městského typu v oblasti údolí řeky Jordán. Její vznik byl inspirován Alonovým plánem, který po šestidenní válce doporučoval trvale anektovat údolí Jordánu. V rámci izraelského osidlování údolí mělo dojít k vybudování dvou pásů osad, z nichž jeden by těsně sledoval hranici s Jordánskem a druhý svahy hornatiny Samařska. Ma'ale Efrajim je součástí druhého z těchto pásů.
Ma'ale Efrajim stejně jako celá oblast údolí Jordánu nebyla zahrnuta počátkem 21. století do izraelské bezpečnostní bariéry, ale Izrael trvale deklaruje, že má zájem si podržet alespoň částečnou kontrolu nad údolím i po případné mírové smlouvě s Palestinci.

## Demografie
Podle údajů z roku 2014 tvořili naprostou většinu obyvatel Židé - cca 1 000 osob (včetně statistické kategorie "ostatní", která zahrnuje nearabské obyvatele židovského původu ale bez formální příslušnosti k židovskému náboženství, cca 1 100 osob). Obyvatelstvo Ma'ale Efrajim je složeno ze sekulárních i nábožensky založených Izraelců, přičemž podíl náboženské populace vzrůstá.
Jde o menší obec spíše vesnického typu, ovšem se statutem města a dlouhodobě stagnující či spíše klesající populací. Urbanisticky a demograficky obec nikdy městského charakteru nenabyla. K 31. prosinci 2014 zde žilo 1145 lidí. Během roku 2014 registrovaná populace stoupla o 4,3 %.
| Rok            | 1983 | 1986  | 1987  | 1988  | 1989  | 1990  | 1991  | 1992  | 1993  | 1994  | 1995  | 1996  | 1997  | 1998  | 1999  | 2000  |
| -------------- | ---- | ----- | ----- | ----- | ----- | ----- | ----- | ----- | ----- | ----- | ----- | ----- | ----- | ----- | ----- | ----- |
| Počet obyvatel | 909  | 1 100 | 1 200 | 1 300 | 1 400 | 1 500 | 1 700 | 1 819 | 2 100 | 1 470 | 1 651 | 1 590 | 1 590 | 1 599 | 1 700 | 1 800 |

| Rok            | 1999  | 2000  | 2001  | 2002  | 2003  | 2004  | 2005  | 2006  | 2007  | 2008  | 2009  | 2010  | 2011  | 2012  | 2013  | 2014  |
| -------------- | ----- | ----- | ----- | ----- | ----- | ----- | ----- | ----- | ----- | ----- | ----- | ----- | ----- | ----- | ----- | ----- |
| Počet obyvatel | 1 460 | 1 480 | 1 390 | 1 430 | 1 443 | 1 456 | 1 423 | 1 384 | 1 377 | 1 390 | 1 270 | 1 251 | 1 182 | 1 119 | 1 098 | 1 145 |